# Le Theil-Nolent
 Le Theil-Nolent  là một xã thuộc tỉnh Eure trong vùng Normandie miền bắc nước Pháp.